# Христо Марков
 Тази статия е за лекоатлета.  За депутата от VII ВНС и XXXVI НС вижте Христо Марков Марков.  
Христо Ганчев Марков е български лекоатлет и треньор.

## Биография
Роден е на 27 януари 1965 г. в Димитровград. Състезава се в дисциплината троен скок. Негов треньор е Чавдар Чендов.
Марков притежава всички възможни златни медали в леката атлетика. Европейски шампион за юноши (1983), световен шампион за мъже в зала (1985) и на открито (1987) – единственият в историята на българската мъжка атлетика. Олимпийски шампион на летните олимпийски игри в Сеул през 1988 г. с олимпийски рекорд. Има 2 сребърни медала от европейски първенства в зала (1987) и на открито (1990). 4-ти на световното първенство в зала през 1987 г. Майстор на спорта.
Треньор на българската олимпийска шампионка Тереза Маринова.

## Рекорди
- Световен рекорд за юноши със 17,42 м. (1984). Подобрен е от Фолкер Май (ГДР) със 17,50 м. Марков е на 2-ро място във вечната ранглиста на юношите.
- Европейски рекорд на скок дължина в зала с 8,23 м. (1985), с което изравнява постижението на легендата Игор Тер-Ованесян от 1966 г. Подобрен е от Роберт Емиян с 8,27.
- Европейски рекорд за мъже със 17,92 м. (1987), който е подобрен чак след 8 г. от Джонатан Едуардс (Великобритания) със 17,98 м. В настоящата историческа ранглиста Марков е на 4-то място.
- Олимпийски рекорд със 17,61 м. (1988), подобрен след 4 г. в Барселона от Майк Конли (САЩ) със 17,63 м.

Марков не успява да постигне само световен рекорд при мъжете. На световното първенство в Рим той постига 17.92 м., на 5 см. от тогавашния световен рекорд на Уили Бенкс - 17,97 м. Има няколко скока над 18 м., но с леки фалове.

## Други
Народен представител в XXXIX народно събрание като депутат от листата на СДС на мястото на напусналия събранието Иво Цанев.
Почетен гражданин на град Борово, откъдето е част от рода му.